# ميخائيل تايلور (لاعب كرة قدم أمريكية)
ميخائيل تايلور (بالإنجليزية: Michael Taylor)‏ هو لاعب كرة قدم أمريكية أمريكي، ولد في عقد 1960.